# برح الماء (لحج)
برح الماء هي إحدى قرى الجمهورية اليمنية. تتبع جغرافيا لمحافظة لحج و إداريًا لمديرية المقاطرة. يبلغ تعداد سكانها 2251 نسمة حسب الإحصاء الذي أجري عام 2004.